# Les Dunes vives
Les Dunes vives est le premier roman de l'écrivain marocain Khireddine Mourad, paru en 1998. Il a obtenu en juin 1998 le prix Grand Atlas Maroc du roman.